# Józef Zagórski
Józef Zagórski herbu Ostoja – konsyliarz konfederacji generalnej koronnej w konfederacji targowickiej w 1792 roku, podkomorzy łucki w latach 1773–1792, chorąży wołyński w latach 1765–1773, miecznik wołyński w latach 1754–1765, pułkownik pancerny Buławy Polnej Koronnej w 1767 roku.
Poseł na sejm 1758 roku z województwa podolskiego. Poseł województwa wołyńskiego na sejm 1760 roku. Poseł województwa wołyńskiego na sejm konwokacyjny 1764 roku. Był posłem województwa wołyńskiego na sejm koronacyjny 1764 roku. Poseł województwa wołyńskiego na Sejm Repninowski.